# Heptagenia elegantula
Heptagenia elegantula är en dagsländeart som först beskrevs av Eaton 1885.  Heptagenia elegantula ingår i släktet Heptagenia och familjen forsdagsländor. Inga underarter finns listade i Catalogue of Life.